# Solukhumbu (distrito)
Solukhumbu é um distrito da zona de Sagarmatha, no Nepal.
Como o nome sugere, consiste em duas sub-regiões Solu e Khumbu.
O distrito, com Salleri como sua sede distrital, abrange uma área de 3.312 km ² e tem uma população (2011) de 105.886.
Monte Everest está localizado na parte norte do distrito, dentro de Parque Nacional de Sagarmatha.